# Lista över ordförande för Handelshögskolans i Stockholm studentkår

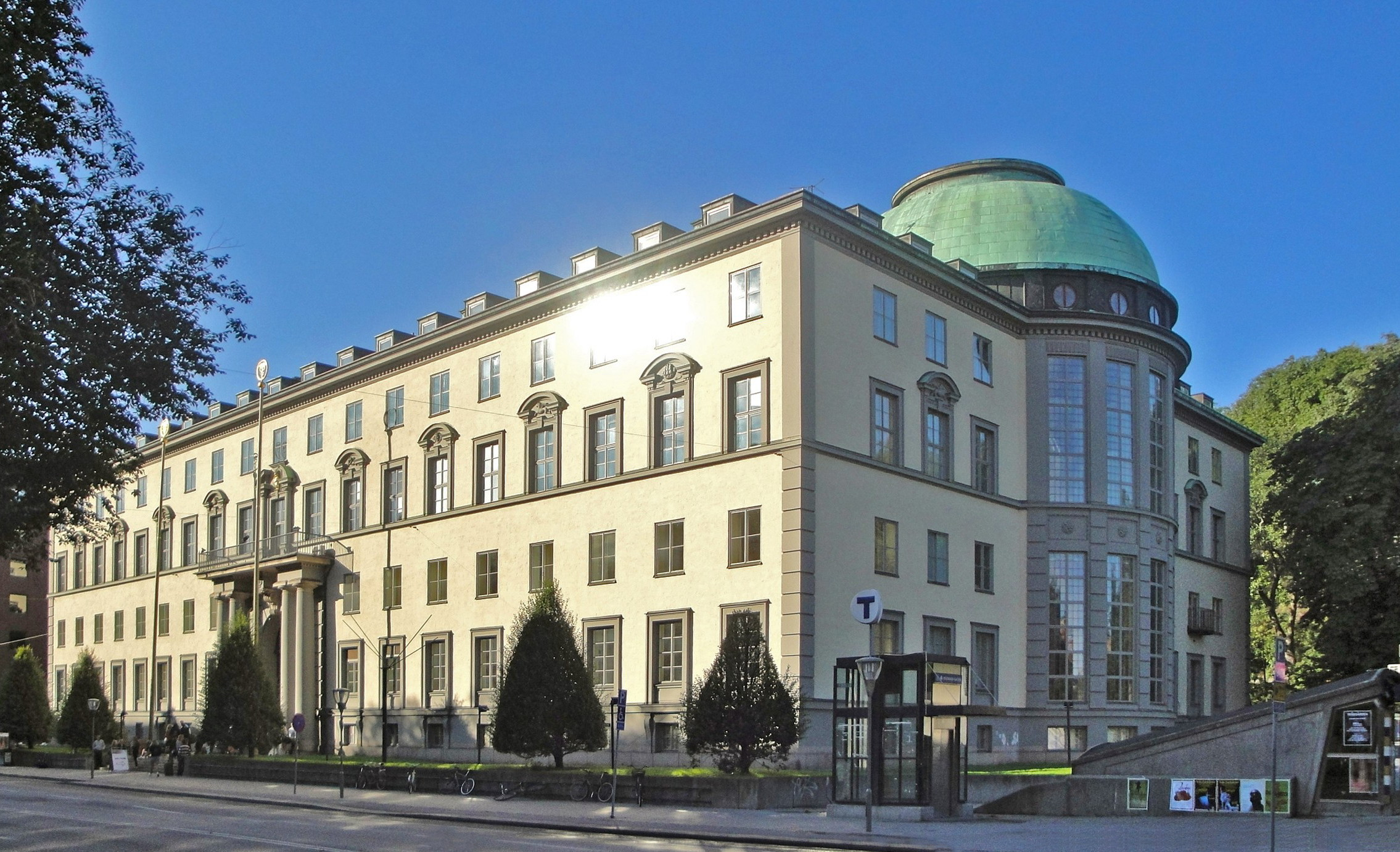
Sveavägen 65, Stockholm

Det här är en kronologisk lista över ordförande för Handelshögskolans i Stockholm studentkår (HHSS, engelska: Student Association of the Stockholm School of Economics, SASSE), som grundades den 11 november 1909, samma år som Handelshögskolan i Stockholm.

## Kårordförandens uppgift
Handelshögskolans i Stockholm studentkårs ordförande är medlem av, och leder arbetet i, kårstyrelsen, kårens högsta verkställande organ. Kårstyrelsen verkställer de beslut kårfullmäktige fattat och ansvarar inför fullmäktige för kårens verksamhet. Kårstyrelsen består, förutom kårordföranden, även av vice kårordföranden, skattmästaren samt ordförandena för kårens åtta utskott och utses genom direkta personval till respektive post i samband med det årliga kårvalet som hålls i december. Kårordföranden ingår också i det så kallade presidiet, som består av tre av kårstyrelsens ledamöter, kårordföranden, vice kårordföranden och skattmästaren, som anses ha särskilt centrala funktioner inom kårens ledning.

## Kårordförande
Kårordförande för Handelshögskolans i Stockholm studentkår sedan dess grundande 1909.
1. Nils Erdman, 1909–1910
2. Isaac Cassel, 1911
3. Sven von Heijne, 1911–1912
4. Ivar Lindeberg, 1912–1913
5. Einar Söderén, 1913–1914
6. Gustaf Settergren, 1914
7. Gustaf Löwenhard, 1915
8. Fritz von Schwerin, 1915–1916
9. Erik Wallberg, 1916–1917
10. Nils Barkman, 1917

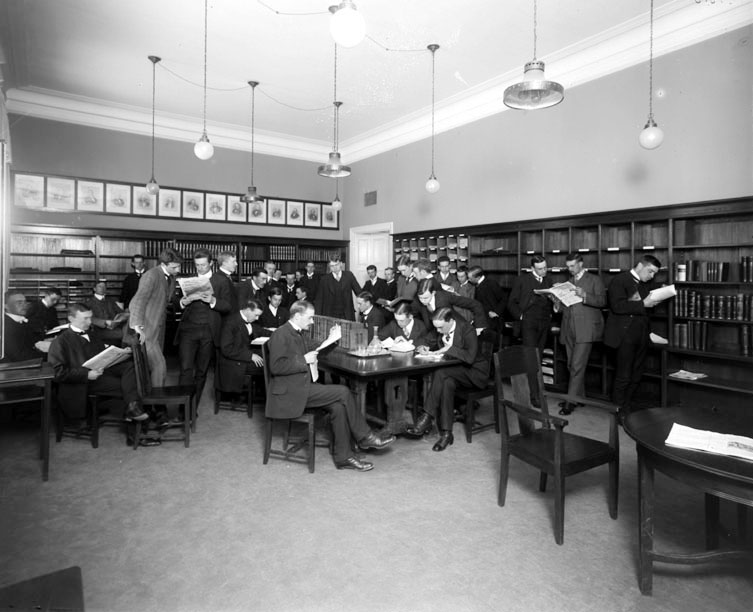
Johan Åkerman och Harald Mårtens var ordförande för kåren när den och Handelshögskolan låg i Brunkebergs hotell på Brunkebergs torg 2 på Norrmalm i Stockholm.

11. Johan Åkerman (1896–1982), kårordförande 1917–1918, professor i nationalekonomi vid Lunds universitet
12. Ivar Sjöström, 1918–1919
13. Carl Rehnsfeldt, 1919–1920
14. Harald Mårtens (1896–1989), kårordförande 1920–1921, sjukvårdsborgarråd i Stockholms stad, ordförande för Stockholms stadskollegium
15. Gösta Hellberg, 1921–1922
16. Johannes Bergström, 1922–1923
17. Josef Brenning, 1923–1924
18. Arthur Bååthe, 1924–1925
19. Emil Delin, 1925–1926
20. Edvard Jonsell, 1926–1927
21. Per Gabrielsson, 1927–1928
22. Carl-Håkan Håkanson, 1928–1929
23. Anders Byttner, 1929–1930
24. Åke Nycander, 1930–1931
25. Ebbe Jacobsson, 1931–1932
26. Carl C:son Bonde, 1932–1933
27. Claes Arfwedson, 1933–1934
28. Nils Wikholm, 1934–1935
29. Torgny Hallberg, 1935–1936
30. Carl Dahlman, 1936–1937
31. Åke Högman, 1937–1938
32. Sten Larsson, 1938–1939
33. Tage Bille, 1939–1940
34. Sigvard Bergh, 1940–1941
35. Åke Hjertstrand, 1941–1942
36. Lars-Erik Sundberg, 1942–1943
37. Curt Lestrup, 1943–1944
38. Harald Westerlund, 1944–1945
39. Gunnar Ericsson, 1945–1946
40. Bertil Hedberg, 1946–1947
41. Per Lindberg, 1947–1948
42. Kjell Marcusson, 1948–1949
43. Nils Fernert, 1949–1950
44. Bengt Sjöstrand, 1950–1951
45. Sven-Eric Runebou, 1951–1952
46. Karl-Erik Danielsson, 1952–1953
47. Bertil Liander, 1953–1954
48. Sven-Åke Göransson, 1954–1955
49. Gunnar Ingvarsson, 1955–1956
50. Arne Wickman, 1956–1957
51. Jerker Hannerz, 1957–1958
52. Torbjörn Ek, 1958–1959
53. Jacob Palmstierna (1934–2013), kårordförande 1959–1960, ledamot i Handelshögskolan i Stockholms direktion 1971–1989, koncernchef för Skandinaviska Enskilda Banken, styrelseordförande för Nordbanken, ekonomie hedersdoktor vid Handelshögskolan i Stockholm 1989, mottagare av Ekonomiska forskningsinstitutet vid Handelshögskolan i Stockholms årliga pris, EFI Research Award (nu SSE Research Award) 1996
54. Anders Henriksson, 1960–1961
55. Lennart Grafström, 1961–1962
56. Lars Wiberg, 1962–1963
57. Rolf Hersson, 1963–1964
58. Christer H:son Uggla, 1964–1965
59. Lars E.R. Andersson, 1965–1966
60. Stefan Melesko, 1966–1967
61. Anders Söderström, 1967–1968
62. Christina Hultgren, 1968–1969
63. Lago Wernstedt, 1969–1970
64. Wilhelm Stiernstedt, 1970–1971
65. John Berg, 1971–1972
66. Arne Mårtensson (född 1951), kårordförande 1972–1973, VD för Svenska Handelsbanken och dess styrelseordförande
67. Einar Frydén, 1973–1974
68. Linda Steneberg, 1974–1975
69. Hans Karlander, 1975–1976
70. Sven Waldenström, 1976–1977
71. Håkan Roos, 1977–1978
72. Per Åman, 1978–1979
73. Cecilia Geijer, 1979–1980
74. Sverker Littorin, kårordförande 1980–1981, ekonomie hedersdoktor vid Handelshögskolan i Stockholm 2001, styrelseordförande och VD 2005–2008 för Medcap
75. Gunnar Ahlström, 1981–1982
76. Claes-Johan Geijer, 1982–1983
77. Jan Starrsjö, 1983–1984
78. Monika Elling, 1984–1985
79. Peter Blomqvist, 1985–1986
80. Johan Othelius, 1986–1987
81. Monica Persson, 1987–1988
82. Philip Sjögren, 1988–1989
83. Peter Hägglund (född 1956), kårordförande 1989–1990,  VD för IFL vid Handelshögskolan i Stockholm AB 2006–2011
84. Jörgen Linse, 1990–1991
85. Micha Rosenthal, 1991–1992
86. Mattias Miksche (född 1968), kårordförande 1992–1993, VD för sajten Stardoll, ägare till Posh24
87. Mats Rosander, 1993–1994
88. Pia Engholm, 1994–1995
89. Ola Ringdahl (född 1972), kårordförande 1995–1996, koncernchef för Nord-Lock Group, VD för Crawford International
90. Göran Lindqvist, 1996–1997
91. Cecilia Pettersson Tunberger, 1997–1998
92. Björn Bengtsson, 1998–1999
93. Oskar Gunnarsson, 1999–2000
94. Carl Wallstedt, 2000–2001
95. Andreas Ingvarsson, 2001–2002
96. Niclas Dellham, 2002–2003
97. Per Erik Engström, 2003–2004
98. Golnaz Hashemzadeh, 2004–2005
99. Günther Mårder (född 1982), kårordförande 2005–2006, sparekonom på Nordnet Bank, VD för Sveriges Aktiesparares Riksförbund
100. Martin Stensen, 2006–2007
101. Lars Engström, 2007–2008
102. Max Odéen, 2008–2009
103. Beatrice Nylund, 2009–2010
104. Hannes Palm, 2010–2011
105. Max Sihvonen, 2011–2012
106. Truls Olterman, 2012–2013
107. Jakob Rudberg, 2013–2014
108. Erik Schuss, 2014–2015
109. Max Bromée, 2015–2016
110. Alexander Winter, 2016–2017
111. Sofia Arnekull, 2017–2018
112. Rebecca Gustavsson, 2018–2019
113. Arian Tavassoli, 2019–2020
114. Hanna Hedlund, 2020–2021
115. Tindra Hedlund, 2021–2022
116. Wilma Liewendahl, 2022–2023
117. Ryan Thomas, 2023-2024
118. Clara Härdling, 2024-2025
119. Pelle Avemo Hådell, 2025-

## Inspektor
Handelshögskolans i Stockholm studentkår har en inspektor (tidigare kallad honorärföreståndare). Denne är Handelshögskolans i Stockholm representant i högskolans studentkår. Ursprungligen var högskolans rektor även kårens inspektor. I takt med högskolans expansion och rektors ökande arbetsuppgifter, har dock även andra anställda vid högskolan utsetts till befattningen under de senaste decennierna.

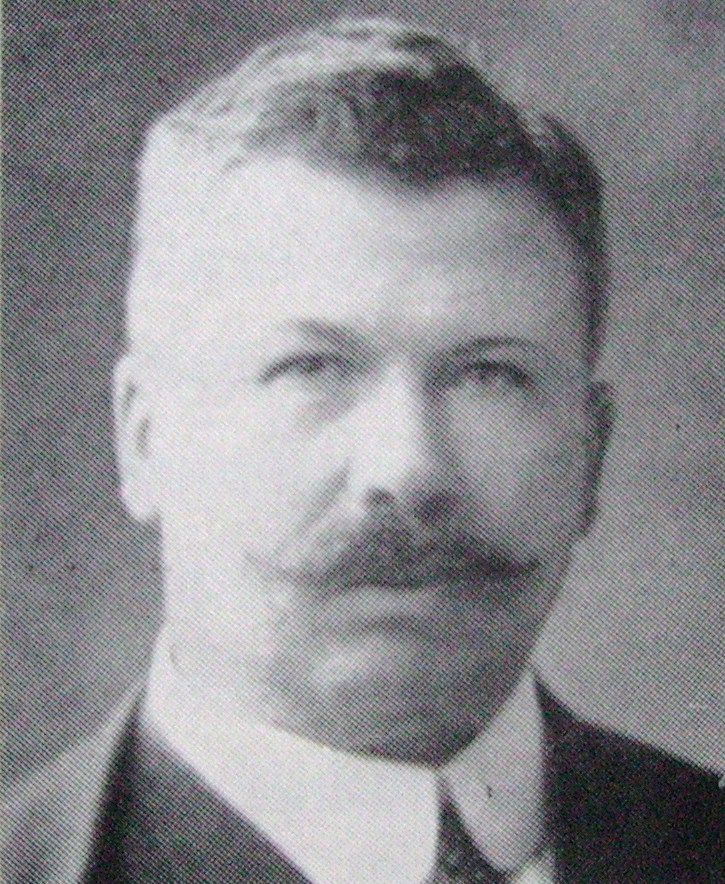
Carl Hallendorff, Handelshögskolans i Stockholm första rektor (1909-1929), utsågs 1909 till kårens första hororärföreståndare (Inspektor), vilket han kom att vara i 20 år.

- Carl Hallendorff, 1909–1929
- Martin Fehr, 1929–1936
- Ivar Högbom, 1937–1959
- Knut Rodhe, 1959–1961
- Gunnar Arpi, 1961–1964
- Folke Kristensson, 1964–1969
- Erik Ruist, 1969–1974
- Sture Berglund, 1974–1978
- Gunnar Karnell, 1978–1982
- Lars Östman, 1982–1987
- Lars Bergman, 1987–1996
- Nils Brunsson, 1996–2002
- Claes-Robert Julander, 2002-2010
- Örjan Sölvell, 2010-2013
- Hans Kjellberg, 2013-2016
- Emma Stenström, 2018-2021
- Micael Dahlén, 2022-